# Chyžné
Chyžné (bis 1927 slowakisch auch „Chyžnô“; ungarisch Hizsnyó – bis 1907 Hisnyó) ist eine Gemeinde in der Mitte der Slowakei mit 409 Einwohnern (Stand 31. Dezember 2024), die zum Okres Revúca, einem Kreis des Banskobystrický kraj gehört und in der traditionellen Landschaft Gemer liegt.

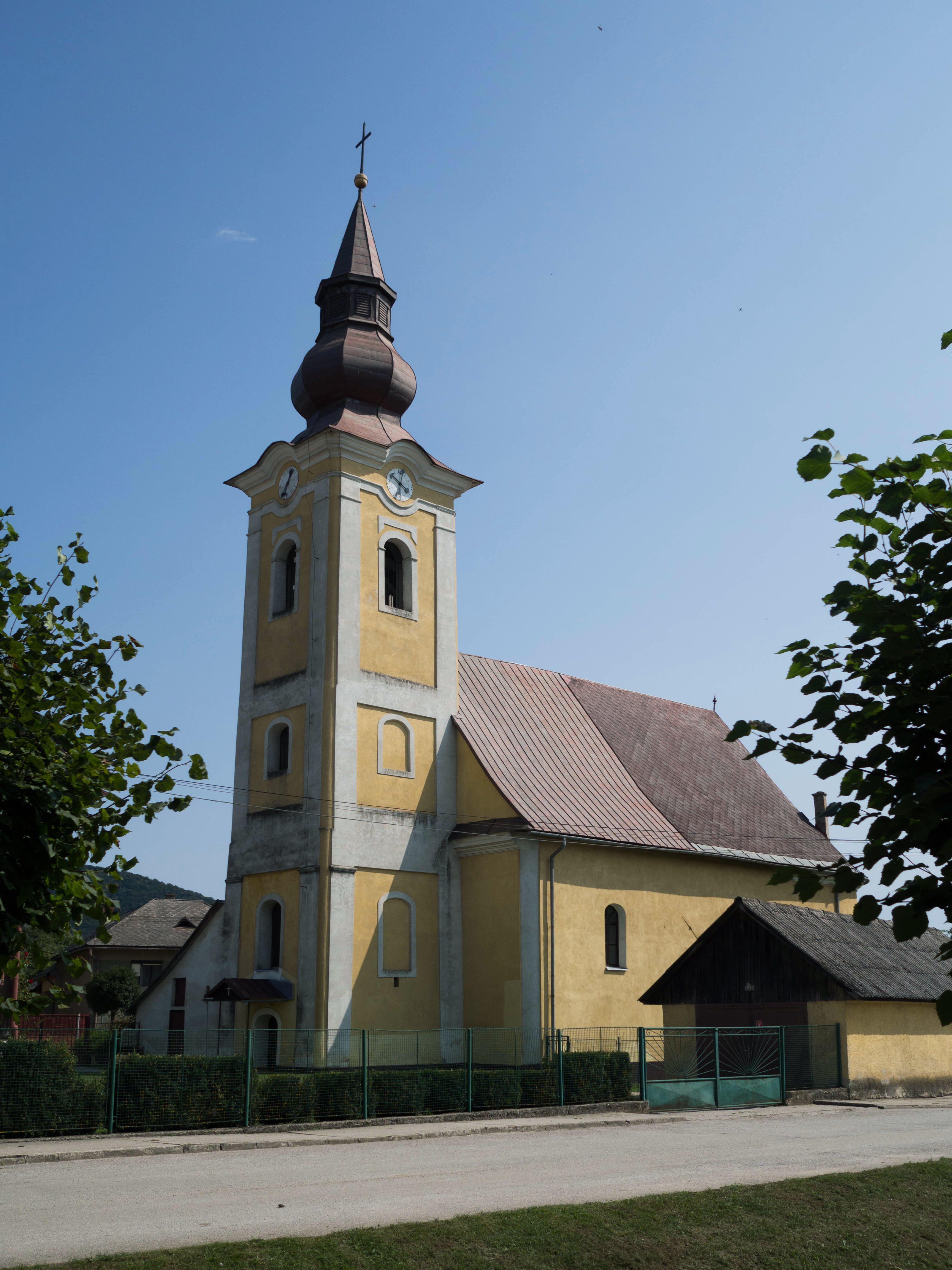
Evangelische Kirche

## Geographie
Die Gemeinde befindet sich im Bergland Revúcka vrchovina unterhalb des Gebirges Stolické vrchy, beide Teil des Slowakischen Erzgebirges, und liegt an der linksufrigen Seite des Muráň in dessen Tal. Die Höhe im 19,5 km² großen Gemeindegebiet variiert von 280 m n.m. bis 1409 m n.m. (Berg Kohút). Die unmittelbare Gegend des Dorfes ist entwaldet, im nördlichen Teil wachsen Buchenwälder sowie Hainbuchen. Das Ortszentrum liegt auf einer Höhe von 299 m n.m. und ist acht Kilometer von Revúca entfernt.

## Geschichte
Der Ort wurde zum ersten Mal 1427 als Hyznow schriftlich erwähnt, anhand der gotischen Kirche bestand aber das Dorf bereits im späten 13. Jahrhundert. Bis zum Ende des Mittelalters gehörte Chyžné zum Herrschaftsgut von Jelšava, im 16. Jahrhundert wechselte das Dorf zu jenem der Burg Muráň. 1556 wurde das Dorf von den Türken verwüstet und war ihnen 40 Jahre tributpflichtig.
1828 zählte man 82 Häuser und 734 Einwohner. Neben Landwirtschaft und Schafzucht war lange Zeit Bergbau (vom 16. bis zur Mitte des 20. Jahrhunderts) bedeutend und die Einwohner arbeiteten in den Eisenhütten in der Gegend sowie als Fuhrmänner.
Bis 1918 gehörte der im Komitat Gemer und Kleinhont liegende Ort zum Königreich Ungarn und kam danach zur Tschechoslowakei beziehungsweise heute Slowakei.

## Bevölkerung
| Jahr                | 1994 | 2004    | 2014    | 2024    |
| ------------------- | ---- | ------- | ------- | ------- |
| Anzahl der Personen | 421  | 427     | 421     | 409     |
| Unterschied         |      | +1,42 % | −1,40 % | −2,85 % |

| Jahr                | 2023 | 2024 |
| ------------------- | ---- | ---- |
| Anzahl der Personen | 409  | 409  |
| Unterschied         |      | +0 % |

Nach der Volkszählung 2011 wohnten in Chyžné 420 Einwohner, davon 359 Slowaken, 11 Roma, 6 Magyaren und 1 Tscheche. 48 Einwohner machten keine Angabe. 143 Einwohner bekannten sich zur evangelischen Kirche, 85 Einwohner zur römisch-katholischen Kirche, 15 Einwohner zur evangelisch-methodistischen Kirche. 107 Einwohner waren konfessionslos und bei 58 Einwohnern ist die Konfession nicht ermittelt.
Ergebnisse nach der Volkszählung 2001 (415 Einwohner):
| Nach Ethnie: - 82,89 % Slowaken - 12,53 % Roma - 1,20 % Magyaren - 0,72 % Tschechen | Nach Konfession: - 48,43 % evangelisch - 22,89 % römisch-katholisch - 22,65 % konfessionslos - 3,86 % keine Angabe |

## Sehenswürdigkeiten
- römisch-katholische Maria-Verkündigung-Kirche (slowakisch Kostol Zvestovania Panne Márii) im gotischen Stil aus der zweiten Hälfte des 13. Jahrhunderts. Die einschiffige Kirche beherbergt mittelalterliche Gemälde an den Wänden und dem Gewölbe des Presbyteriums sowie einen spätgotischen Seitenaltar aus dem Jahr 1506, ein Werk des Bildhauers Paul von Leutschau
- evangelische Kirche im klassizistischen Stil aus dem Jahr 1886
- Grab und Grabstein von Samo Tomášik (1813–1887), der hier große Teile seines Lebens verbrachte und schließlich auch 1877 starb. Ihm ist zudem eine Denkmaltafel im Ort gewidmet.